# 知本利嘉之戰
知本利嘉之戰（英語：Dispute in Likavong of Tripulr），是發生在1887年5月、臺灣卑馬巴政權中知本部落和利嘉部落之間爆發的一場內戰。知本部落在戰爭中一改過去的正面迎擊方式，用計襲擊意圖脫離自己統治的利嘉部落的軍隊，同時因為槍枝的使用，造成利嘉部落傷亡慘重。此戰役主要由在當時旅行到當地的英國探險家泰勒（G. Taylor）從知本部落的族人那裡聽來的。

## 背景
在十九世紀後期，由於漢人大量移入台灣東部開墾、且清朝官方勢力進入台東平原、以及鴉片、瘟疫等問題，南王部落的卑南王統治勢力已經逐漸沒落，而位於台東平原西緣的利嘉部落（Likavung，位於今台東縣卑南鄉）卻因為其人口組成多元、且利用優越的地理位置（花東縱谷平原中樞）發展活絡的貿易網，使得部落的人口和其他資源大為增長，例如在朱一貴事件後，利嘉部落便吸收了部分逃至東部的殘黨、在漢人文化的接受度上也更加彈性多樣、貿易網更是北從花蓮、南達屏東縣枋寮地區，因此和許多移民和從事貿易的漢人、原住民族都有來往。
傳統和神話傳承上，利嘉部落都臣屬於知本部落，需要定期納貢，而知本部落又因為在滑地戰役中落敗而被南王部落搶走了霸權，因此當南王部落的統治發生動搖時，趁勢興起的利嘉部落因為厭倦對知本部落效忠而宣布脫離知本部落獨立，開始和知本部落發生衝突，在該戰役發生的三年前雙方便處於對峙和戰爭的狀態。

## 戰爭過程
後來某一次利嘉部落的族人又來到知本部落、跟部落的族人決定戰爭的時間與地點，但在開戰前夕，知本部落的族人為了避免傷亡，決定在雙方交戰的時候從防禦薄弱的側翼攻擊敵軍，而利嘉部落則因為採取傳統的方式正面攻擊，導致來不及反應知本部落的計策，再加上雙方族人在這場戰爭中都投入使用了槍枝，加大了殺人的效率與人數，使得利嘉部落在知本部落的包夾戰術之下付出了慘重的傷亡。

## 影響

### 對峙持續
知本部落的勝利並沒有停止雙方的衝突並結束戰爭，利嘉部落還保有一定的實力，繼續與知本部落敵對（就算後來和清朝官方軍隊發生衝突並受到鎮壓，到1894年時當地仍然有五百多人），而且他們對知本部落在戰爭中的做法也感到相當憤怒，反而更常進入知本部落的領域出草，當時附近一帶的卑南族人或漢人都必須集體出門才安全，連記錄下這場戰爭的探險家泰勒都必須經由知本部落的族人集體護送到領域邊界後、再藉由向利嘉部落的族人表明自己的身分才可以安全通過（雙方部落原則上是不會干擾外人的），甚至還有一些剛好路過剛地而又容易和卑南族混淆的外人、如漢人或其他原住民族等，還要跟著能夠明顯辨認出不是知本部落族人的泰勒才敢經過。

### 盟主制瓦解
利嘉部落的興起意味著卑南族傳統上「北南王、南知本」的勢力均衡被打破，傳統的盟主制度逐漸瓦解，變成各個部落自治的社會型態。